# Ovarielles Überstimulationssyndrom
Das ovarielle Überstimulationssyndrom oder ovarielle Hyperstimulationssyndrom (OHSS) ist ein Krankheitsbild, das in seltenen Fällen bei der Ovulationsinduktion im Rahmen einer künstlichen Befruchtung auftreten kann. Das klinische Bild ist je nach Schweregrad sehr unterschiedlich: während bei rund 30 % aller Frauen, die sich einer In-vitro-Fertilisation (IVF) unterziehen, eine leichte Form des OHSS auftritt, betrifft die schwere Form des OHSS (sOHSS) nur 0,5–5 % aller IVF-Patientinnen. Hervorgerufen wird das Syndrom durch die von außen wirkende Zufuhr von Hormonen (Gonadotropinen), welche die Eierstockfollikel stimulieren, beziehungsweise den Eisprung herbeiführen sollen.

## Klassifikation
Es gibt verschiedene Möglichkeiten, das OHSS zu klassifizieren. Hier werden jene Varianten beschrieben, die in der Fachwelt am weitesten verbreitet sind.

### Klassifikation nach Golan
Die Einteilung nach Golan unterteilt das OHSS in drei verschiedene Schweregrade, welche sich an der Symptomatik orientieren
| Grad   | Symptomatik |
| ------ | --- |
| Mild   | - Grad 1: abdominelles Spannungsgefühl Unwohlsein - Grad 2: Vergrößerung der Ovarien (5–12 cm) Grad-1-Symptomatik plus Übelkeit und Erbrechen                                                                                           |
| Mäßig  | - Grad 3: siehe Grad 2, und: frei im Bauch befindliche Flüssigkeit (Aszites), Nachweis mit Ultraschallgerät, aber auch durch körperliche Untersuchung möglich                                                                           |
| Schwer | - Grad 4: siehe Grad 3 plus klinische Hinweise auf Aszites und/oder Hydrothorax und Dyspnoe - Grad 5: siehe Grad 4 plus erhöhte Blutgerinnungsneigung, schwere Dehydratation, Blutviskositätssteigerung, Durchblutungsstörung der Niere |

### Klassifikation nach Navot
Die Einteilung nach Navot wird hauptsächlich verwendet, um die schwere Form des OHSS (sOHSS) von der lebensbedrohlichen abzugrenzen
| Parameter                                  | schweres OHSS                | lebensbedrohliches OHSS                |
| ------------------------------------------ | ---------------------------- | -------------------------------------- |
| Durchmesser der Eierstöcke                 | variabel vergrößert          | variabel vergrößert                    |
| Aszites                                    | massiv, mit/ohne Hydrothorax | Spannungsaszites, mit/ohne Hydrothorax |
| Hämatokrit                                 | 45–55 %                      | >55 %                                  |
| Gesamtleukozytenzahl                       | 15000/mm³–35000/mm³          | >35000/mm³                             |
| Kreatinin                                  | 90–140 mmol/l                | >140 mmol/l                            |
| Kreatininclearance                         | >50 ml/min                   | <50 ml/min                             |
| Oligurie (Urin <500 ml/d)                  | evtl. vorhanden              | vorhanden                              |
| Leberfunktionsstörung                      | vorhanden                    | vorhanden                              |
| Anasarka                                   | vorhanden                    | vorhanden                              |
| Nierenversagen                             | nein                         | ja                                     |
| thromboembolische Ereignisse               | nein                         | ja                                     |
| acute respiratory distress syndrome (ARDS) | nein                         | ja                                     |

### Klassifikation nach Rizk und Aboulghar
Diese Einteilung unterscheidet sich von den früheren Schemata in einigen Aspekten. So wurde die milde Form des OHSS ausgelassen, da sie bei vielen Patientinnen während der Stimulationsphase auftritt und keine besondere Therapie erfordert.
Beim sOHSS wird in drei verschiedene Arten (A, B und C) eingeteilt.
| Form          | Symptomatik |
| ------------- | --- |
| moderate Form | Unwohlsein und leichte Schmerzen, Übelkeit, Gefühl von Blähungen, Ultraschall-Nachweis von Aszites und vergrößerten Eierstöcken, normale Blutwerte |
| schwere Form  | - A: Atemnot, Oligurie, Übelkeit, Erbrechen, Durchfall, Bauchschmerzen, klinischer Nachweis von Aszites, merkliche Spannung des Bauches und Hydrothorax, Ultraschall zeigt vergrößerte Eierstöcke und deutlichen Aszites, normales biochemisches Profil - B: Grad A plus massiver Spannungsaszites, ausgesprochen stark vergrößerte Eierstöcke, starke Dyspnoe und Oligurie, erhöhter Hämatokrit, angestiegenes Serumkreatinin und Leberfunktionsstörung - C: Komplikationen wie ARDS, Nierenversagen oder Venenthrombosen |

## Risikofaktoren
In diversen Studien wurde ein Zusammenhang zwischen dem Auftreten eines OHSS und dem Lebensalter aufgezeigt. Betroffen sind meist Frauen vor dem 35. Lebensjahr.
Als eine mögliche Erklärung dafür gilt die Tatsache, dass die Eierstöcke von jungen Frauen eine höhere Dichte an Gonadotropin-Rezeptoren aufweisen und demnach stärker auf eine von außen wirkende Gabe von Gonadotropinen reagieren. Eine weitere Erklärung für das gehäufte Auftreten von OHSS bei jungen Frauen liefert der Umstand, dass diese Gruppe, im Gegensatz zu älteren Frauen, noch über eine größere Anzahl an befruchtungsfähigen Eierstockfollikeln verfügen, die eine gute ovarielle Reserve darstellen.
Es steht zur Diskussion, ob ein niedriges Körpergewicht (Body-Mass-Index kleiner als 20) ebenfalls als Risikofaktor gilt. Führt man also von außen zusätzliche Hormone zu, wie dies bei einem IVF-Zyklus der Fall ist, haben Frauen mit geringerem Körpergewicht ein großes ovarielles Potenzial, da in ihren Eierstöcken viele Follikel vorhanden sind, die noch nie gesprungen sind und dann unter Umständen auf die Hormongabe überreagieren, also ein OHSS entwickeln.
Das Vorhandensein eines polyzystischen Ovarsyndroms (PCO) erhöht ebenfalls die Wahrscheinlichkeit für die Entwicklung eines OHSS. Bei bis zu 63 % der von schwerem OHSS betroffenen Frauen werden polyzystische Ovarien diagnostiziert.
Außerdem tritt OHSS weit häufiger bei Frauen auf, die die folgenden klinischen bzw. sonographischen Parameter aufweisen:
- Hohe Konzentration an Östradiol im Serum
- Rasch ansteigender Östradiolspiegel
- große und zahlreiche Follikel
- hCG-Stimulation in der Lutealphase
- bei durch IVF-Behandlung eingetretener Schwangerschaft
- Stimulationsprotokolle, die GnRH-Agonisten verwenden

## Pathophysiologie
Die Pathophysiologie des Syndroms ist weitgehend unbekannt. Die klinischen Auswirkungen werden jedoch hauptsächlich der gesteigerten Kapillarpermeabilität zugeschrieben.
Diese bewirkt eine Verschiebung der intravaskulären Flüssigkeit in den Extrazellularraum (EZR). Die Abnahme des intravaskulären Volumens führt zu einem Anstieg des Albumins im Blut und damit einhergehender erhöhter Blutviskosität (Hämatokrit > 45 % bei sOHSS, > 55 % bei lebensbedrohlichem OHSS). Es resultiert daraus eine erhöhte Thrombosegefahr als auch eine verminderte Durchblutung der Nieren, die zu einer Abnahme der Urinproduktion und letztlich auch Nierenversagen führen kann.
Die im EZR angereicherten Proteine erhöhen ebendort den onkotischen Druck, es bildet sich Aszites, gegebenenfalls auch ein Erguss in der Pleura oder dem Perikard, ein Ungleichgewicht der Elektrolyte und in besonders gravierenden Fällen auch ein Hydrothorax. Wie oben bereits erwähnt, kann es in Fällen eines lebensbedrohlichen OHSS auch zu Spannungsaszites kommen, der in der Regel mit einem Nierenversagen einhergeht.
Die mögliche Verwicklung des ovariellen Renin-Angiotensin-Systems in die Pathophysiologie des OHSS ist ebenfalls häufig Gegenstand der Diskussion und wird wie folgt erklärt:
In den Theca-Zellen des Eierstockfollikels wird Prorenin und freies Renin synthetisiert. HMG und hCG führen zu Renin-Aktivität in der Follikelflüssigkeit und stimulieren die ovarielle Proreninproduktion. In der Follikelflüssigkeit von Frauen, die sich einer kontrollierten ovariellen Hyperstimulation unterziehen, findet sich außerdem noch das Angiotensin-konvertierende Enzym (ACE), Angiotensin I und Angiotensin II. Letzteres besitzt die Fähigkeit die Gefäßwanddurchlässigkeit zu regulieren.
Studien ergaben eine Korrelation zwischen der Konzentration von freiem Renin im Serum und dem Schweregrad von OHSS. Weiters wurde in einem Modell an Hasen eine Verringerung der OHSS-Symptomatik durch eine ACE-Blockade gezeigt; dennoch kann mit der Wirkungsweise des ovariellen Renin-Angiotensin-Systems nicht die gesamte Pathophysiologie des Hyperstimulationssyndroms schlüssig erklärt werden.
Ebenfalls wurden Cytokine, Prostaglandine, Histamin und der Vascular Endothelial Growth Factor (VEGF) schon auf ihre mögliche Funktion als Mediatoren in der Entstehung eines OHSS untersucht. Dabei wurde von allen untersuchten Regulatoren dem VEGF bereits in mehreren Studien die bedeutendste Rolle in der Pathophysiologie des OHSS zugeschrieben. Der VEGF korreliert nicht nur mit dem Auftreten von OHSS, sondern sogar direkt mit dem Grad der Erkrankung. Er besitzt die Fähigkeit, die Permeabilität von Endothelzellen zu erhöhen, woraus sich eine Flüssigkeitsverschiebung aus dem intravaskulären Raum in den EZR ergibt.

## Prävention
Das ovarielle Hyperstimulationssyndrom tritt nach Follikelpunktion oder nach der Implantation des Embryos in die Gebärmutterschleimhaut auf und ist nicht kausal, sondern lediglich symptomorientiert zu behandeln.
Die Möglichkeit zur Vermeidung eines OHSS ist hauptsächlich in der Stimulationsphase gegeben. Somit gilt es vor allem die Risikofaktoren zu erkennen, um eventuell Präventivmaßnahmen setzen zu können. Bei Risikopatientinnen sollte mit niedrigen Dosierungen von hMG begonnen werden und nur geringfügige Erhöhungen der Dosen erfolgen. Wird bei der Punktion ein deutliches Risiko für die Ausprägung eines OHSS erkannt, ist auf eine Lutealphasenunterstützung mittels hCG zu verzichten. Erscheint der Embryotransfer aufgrund eines akuten OHSS-Risikos nicht vertretbar, können die erzeugten Embryonen vitrifiziert und in einem späteren Zyklus transferiert werden.
Wird ein Estradiol-Wert über 3000 pg/ml gemessen, kann man durch sogenanntes Coasting versuchen, den Zyklus vor dem Abbruch zu retten, wobei die Follikel bereits einen Durchmesser von 15 bis 18 mm erreicht haben sollten. Beim Coasting wird die Stimulation ausgesetzt und unter fortgeführter Herabregulation abgewartet, bis der Estradiol-Wert unter 3000 pg/ml fällt.

## Therapie
Geringgradige Formen von OHSS können zumeist ambulant behandelt werden:
1. Blutabnahme und Status
2. Flüssigkeitszufuhr (Elektrolytgetränke)
3. Gewichtskontrolle
4. kein hCG als Lutealsupport, sondern z. B. Dydrogesteron oder Progesteron
5. Überstellung zur IVF-Ambulanz

Mittelgradige bis hin zur lebensbedrohlicher Form des OHSS müssen stationär behandelt werden:
1. Bettruhe
2. Gewichtskontrolle (möglicher Aszites)
3. Bauchumfangmessung
4. tägliche Flüssigkeitsbilanz
5. tägliche Gabe von niedrigmolekularem Heparin
6. Medikation für Lutealphasensupport
7. Infusion (täglich)
8. Bei Hämatokrit <40 % Furosemid
  1. Bei Hämatokrit >41 % Furosemid
  2. Bei Hämatokrit >46 %: Mannit
9. Punktion der Bauchhöhle zum Ablassen der Flüssigkeit